# سیارک ۲۱۹۸۵
سیارک ۲۱۹۸۵ (به انگلیسی: 21985 Sejna، نامگذاری:1999XG15) بیست و یک هزار و نهصد و هشتاد و پنجمین سیارک کشف شده‌است که در ۲ دسامبر ۱۹۹۹ کشف شد.
قدر مطلق سیارک برابر ۱۷.۸ است.